# Altenheim
Altenheim (en alsaciano Altheim) es una localidad y comuna de Francia del departamento de Bajo Rin, en la región de Alsacia.
- Datos: Q22767
- Multimedia: Altenheim / Q22767

1. ↑  Worldpostalcodes.org, código postal n.º 67490.
2. ↑  INSEE, Datos de población para el año 2012 de Altenheim (en francés).